# Missy Elliott
Melissa Arnette Elliott, művésznevén Missy Elliott (Portsmouth, Virginia, 1971. július 1. –) négyszeres Grammy-díjas amerikai rapper, énekesnő, színésznő.

## Diszkográfia
Albumok
- Supa Dupa Fly (1997)
- Da Real World (1999)
- Miss E… So Addictive (2001)
- Under Construction (2002)
- This Is Not a Test! (2003)
- The Cookbook (2005)

## Filmográfia
| Év   | Cím                         | szerep | Megjegyzés     |
| ---- | --------------------------- | ------ | -------------- |
| 2001 | Pootie Tang                 | Diva   |                |
| 2003 | Ultrasound: Hip Hop Dollars | önmaga | dokumentumfilm |
| 2003 | Honey                       | önmaga |                |
| 2004 | Fade to Black               | önmaga |                |
| 2004 | Cápamese                    | Missy  | szinkronhang   |
| 2005 | Just for Kicks              | önmaga |                |

| Év   | Cím                                    | Szerep                   | Megjegyzés                                                 |
| ---- | -------------------------------------- | ------------------------ | ---------------------------------------------------------- |
| 1997 | Sok hűhó                               | önmaga                   | "702" (évad: 3, epizód: 8) "MC Lyte" (évad: 3, epizód: 20) |
| 1997 | Family Matters                         | önmaga                   | "Original Gangster Dawg" (évad: 9, epizód: 10)             |
| 1998 | The Wayans Bros.                       | önmaga                   | "The Kiss" (évad: 5, epizód: 7)                            |
| 2003 | Eve                                    | önmaga                   | "Private Dancer" (évad: 1, epizód: 9)                      |
| 2003 | Punk’d – SztÁruló                      | önmaga                   | "Missy Elliott" (évad: 2, epizód: 1)                       |
| 2005 | The Road to Stardom with Missy Elliott | önmaga                   | valóságshow                                                |
| 2008 | Ego trip′s Miss Rap Supreme            | önmaga                   | valóságshow                                                |
| 2008 | My Super Sweet 16                      | önmaga                   | "Demetrius" (évad: 8, epizód: 1)                           |
| 2008 | America′s Best Dance Crew              | bírósegéd                | évad: 2                                                    |
| 2009 | Party Monsters Cabo                    | önmaga                   | "Missy Elliott" (évad: 1, epizód: 7)                       |
| 2010 | What Chilli Wants                      | önmaga                   | "What Chilli Wants" (évad: 1, epizód: 3)                   |
| 2015 | The Voice                              | mentorsegéd              | évad: 9                                                    |
| 2016 | Amerikai fater                         | YoYo                     | "Stan-Dan Deliver" (hang)                                  |
| 2016 | Taraji P. Henson′s White Hot Holidays  | önmaga, vendégmegjelenés | FOX television special                                     |
| 2017 | Star                                   | Pumpkin                  | 2 epizód:s                                                 |

## Fordítás
- Ez a szócikk részben vagy egészben  a   Missy Elliott című angol Wikipédia-szócikk fordításán alapul.  Az eredeti cikk szerkesztőit annak laptörténete sorolja fel. Ez a jelzés csupán a megfogalmazás eredetét és a szerzői jogokat jelzi, nem szolgál a cikkben szereplő információk forrásmegjelöléseként.